# Hardenberg, Overijssel
Hardenberg (nederländsk lågsaxiska: Haddenbarreg) är en stad och kommun i regionen Twente, i provinsen Overijssel i Nederländerna. Kommunens totala area är 317,15 km² (där 4,87 km² är vatten) och invånarantalet är på 61 357 invånare (2021).